# Punta Laurel
Punta Laurel è un comune (corregimiento) della Repubblica di Panama situato nel distretto di Bocas del Toro, provincia di Bocas del Toro. Si estende su una superficie di 71,9 km² e conta una popolazione di 1.730 abitanti (censimento 2010).  